# Christian Bader
Christian Bader (* 27. Juli 1882 in Holzgau, Tirol; † 25. Juli 1942 in Innsbruck) war ein österreichischer Lehrer und Politiker (CSP).

## Leben
Christian Bader absolvierte nach der Volksschule das Gymnasium in Brixen, an welchem er auch die Matura ablegte. Danach studierte er Geschichte und Geographie an der Universität Innsbruck, an welcher er im Jahr 1909 promovierte.
Nach Zwischenstationen in Innsbruck und Meran, wo er Supplent am dortigen Gymnasium war, kam er 1914 nach Kufstein, wo er Professor am dortigen Staats-Realgymnasium wurde. Im Jahr 1926 übernahm er als Direktor die Leitung der Schule, die er bis zum Anschluss Österreichs, 1938, innehatte.
Sein politischer Werdegang begann 1922, als er zum Vizebürgermeister von Kufstein gewählt wurde. Er war es drei Jahre, bis 1925. Vom 25. Juni 1926 bis 26. Januar 1928 vertrat Bader Tirol als Mitglied im Bundesrat (II. und III. Gesetzgebungsperiode).
Danach wechselte er während des Austrofaschismus als Abgeordneter in den Tiroler Landtag (Ständischer Landtag), in welchem er bis zum Landtagspräsidenten aufstieg.